# شوگار راموس
شوگار راموس (اسپانیایی: Sugar Ramos‎; ۲ دسامبر ۱۹۴۱ – ۳ سپتامبر ۲۰۱۷) بوکسور اهل کوبا بود.